# Lady Madonna
«Lady Madonna» es una canción del grupo británico The Beatles escrita por Paul McCartney con ayuda de John Lennon (en su contribución del puente) y acreditada a la dupla de compositores Lennon/McCartney. Fue editada como sencillo el 15 de marzo de 1968 en Reino Unido, junto con "The Inner Light" de George Harrison como su lado B. Fue grabada en los EMI Studios en dos sesiones los días 3 y 6 de febrero del año junto con el tema "Hey Bulldog" en 1968. Aunque está última, terminaría apareciendo como un sencillo del álbum "Yellow Submarine" de 1969.

## Inspiración
El sonido del piano de esta canción fue inspirado de un rock/blues de Fats Domino en 1950. McCartney dijo en 1994, "en 'Lady Madonna' estaba yo sentado al piano intentando escribir un blues boogie-woogie, cosa... que me recordó a Fats Domino, por alguna razón, así que empecé a imitar a Fats Domino. Mi voz estaba en un lugar muy extraño". Domino versionó la canción en 1968, y se convertiría en su más reciente éxito en el Billboard Hot 100.
La canción, y en particular, el intro de la misma, es similar al sencillo de Humphrey Lyttelton, "Bad Penny Blues", de 1956. John Lennon ayudó a escribir parte de la letra. La línea de "see how they run" fue incluida después de una sugerencia de él mismo (y era una línea que había sido utilizada antes en la canción "I Am the Walrus" del álbum Magical Mystery Tour).

## Solo de saxofón
El solo de saxofón fue interpretado por Roonie Scott. La mezcla utilizada en el sencillo eliminó mucha parte del sonido del saxofón de Scott, pero en las versiones de Anthology 2 y Love es mucho más prominente el solo de saxofón de Scott, al final de la canción. En un documental de la BBC, Timewatch, explicó McCartney la decisión de ésta diciendo que en ese momento, Scott no se ha impresionado de que su música se había escondido detrás de otros instrumentos, por lo que McCartney había decidido fijar con la combinación más recientes.

## Personal
- Paul McCartney - voz principal y coros, bajo (Rickenbacker 4001s), piano (Steinway Vertegrand).
- John Lennon - guitarra rítmica (Epiphone Casino) y coros.
- George Harrison - guitarra principal (Gibson SG Standard) y coros.
- Ringo Starr - batería (Ludwig Super Classic) y palmas.
- Roonie Scott - saxofón tenor solista.
- Bill Povey - saxofón tenor.
- Harry Klein - saxofón barítono.
- Bill Jackman - saxofón barítono.

## Otras apariciones
Una variante de esta canción se puede escuchar en el DVD de McCartney Chaos and Creation at Abbey Road. McCartney la ha interpretado durante varias giras. Como resultado, aparecen en versiones en directo de Wings Over America, Paul is Live, y los dos álbumes de gira del 2002, Back in the U.S. (lanzado en Norteamérica) y Back in the World (lanzado en otros países).
"Lady Madonna" ha sido un elemento básico en varios álbumes recopilatorios de The Beatles:
- Hey Jude, 1970
- The Beatles/1967-1970, 1973
- 20 Greatest Hits, 1982
- Past Masters, Volume Two, 1988
- Anthology 2, 1996 (toma 3 y 4)
- 1, 2000
- Love, 2006

## Versión deLove
Una versión remezclada de esta canción apareció en el espectáculo Love, del Cirque du Soleil. De esta forma, el solo de saxofón suena como un acompañamiento al principio de la canción. Después de los dos primeros versos, se convierte en el riff de "Hey Bulldog", con una versión remezclada del solo de órgano Hammond de "I Want You (She's So Heavy)" y partes del solo de guitarra de Eric Clapton en "While My Guitar Gently Weeps". Después, vuelve a la forma original de la canción, y finaliza con el solo de saxofón.

## Películas de promoción
Dos películas de promoción se hicieron para Lady Madonna, que fueron publicadas en las empresas de radiodifusión de televisión. El material fue grabado el 11 de febrero de 1968 en los EMI Studios, y fue distribuido por las empresas NEMS Enterprises y TV Stations.
La filmación consistió en una grabación de The Beatles en el estudio. Una canción que estaban trabajando al mismo tiempo era "Hey Bulldog". En 1999, el material fue reeditado por Apple para crear una promoción de la película Yellow Submarine a través de la canción "Hey Bulldog".

## Posición en las listas
| Año  | País           | Lista               | Posición | Semanas N.º 1 | Semanas en lista |
| ---- | -------------- | ------------------- | -------- | ------------- | ---------------- |
| 1968 | Reino Unido    | Record Retailer     | 1        | 2             | 8                |
| 1968 | Reino Unido    | New Musical Express | 1        | 2             |                  |
| 1968 | Reino Unido    | Melody Maker        | 2        | —             | 7                |
| 1968 | Estados Unidos | Billboard Hot 100   | 4        | —             | 11               |
| 1968 | Estados Unidos | Record World        | 2        | —             |                  |
| 1968 | Estados Unidos | Cash Box            | 2        | —             |                  |